# Xã Ozark, Quận Sharp, Arkansas
Xã Ozark (tiếng Anh: Ozark Township) là một xã thuộc quận Sharp, tiểu bang Arkansas, Hoa Kỳ. Năm 2010, dân số của xã này là 672 người.